# エドゥアール・シャヴァンヌ
エドゥアール・シャヴァンヌ（フランス語: Édouard Chavannes、1865年10月5日リヨン - 1918年1月20日）は、フランスの歴史学者・東洋学者。漢字名は「シャバンヌ」の音を写した「沙畹」。字は「滋蘭」、号は「獅城博士」。フランスにおける中国学・東洋学・東洋史学の草分け的存在とされる。

## 経歴
出生から修学期
1865年、リヨンで生まれた。リヨンのリセで西洋古典学を学び、その後リセ・ルイ＝ル＝グランに進学するためにパリへ出た。グランゼコールの進学を目指して勉強し、1885に高等師範学校に進学した。哲学を学び、1888年に卒業。
東洋学研究者として
高等師範学校校長の考古学者・ジョルジュ・ペローは、師範学校を卒業したら中国研究をするようにシャヴァンヌに勧めていた。当初は中国哲学を研究することを考えたが、アンリ・コルディエの助言を受けて当時研究の少なかった中国史を研究テーマに選んだ。コレージュ・ド・フランスのエルヴェ・ド・サン・ドニ侯爵の中国語コースとフランス国立東洋言語文化学院の中国語クラスで中国語を学んだ。
実際に中国に渡航したいと考え、フランス公使館傘下の科学使節団武官の職を得て、1889年1月にフランスを出発。北京に滞在した。1891年に一時帰国し、アリス・ドールと結婚。その後、1893年まで中国に滞在した。
フランス帰国後
1893年、コレージュ・ド・フランスの教授となった。1885年から1905年にかけて『史記』の翻訳注釈を行った（“Les Mémoires historiques de Se-ma Ts'ien ”）。1913年には、1907年にオーレル・スタインによって発見された木簡の「敦煌漢簡」700片余の解読を完了し、“Les documents chinois : découverts par Aurel Stein dans les sables du Turkestan oriental ”としてオックスフォード大学出版部より出版した。
1910年にフランスのアジア協会副会長、1916年にイギリスのアジア協会の名誉会員となった。1918年にパリで死去。

## 受賞・栄典
- 1894年：フランス文学院よりスタニスラス・ジュリアン賞を授与。
- 1897年：二度目のスタニスラス・ジュリアン賞を受賞。

## 著書
主な論文に“le t'ai chan（泰山）: essai de monographie d'un culte chinois”がある。編纂としては“Documents sur les Tou-kiue (Turcs) occidentaux”があり、『西突厥史料』として馮承鈞によって訳され（1934年）、2004年の中華書局版など、中国本土と台湾で数種の版が出版されている。

## 家族・親族
- 妻：アリス・ドールはリヨンの眼科医の娘。
- 息子：フェルナン・アンリ・シャヴァンヌ（英語版）は軍人。第一次世界大戦で活躍した。

## 日本語訳された著書
- 『司馬遷と史記』岩村忍訳、新潮社(新潮選書) 1974
- 『泰山：中国人の信仰』菊地章太訳・解説、勉誠出版 2001
  - 文庫化 平凡社(東洋文庫) 2019
- 『古代中国の社：土地神信仰成立史』菊地章太訳・解説、平凡社(東洋文庫) 2018